# Carvalhal Redondo
Carvalhal Redondo is een plaats (freguesia) in de Portugese gemeente Nelas en telt 1066 inwoners (2001).